# Щиглик звичайний

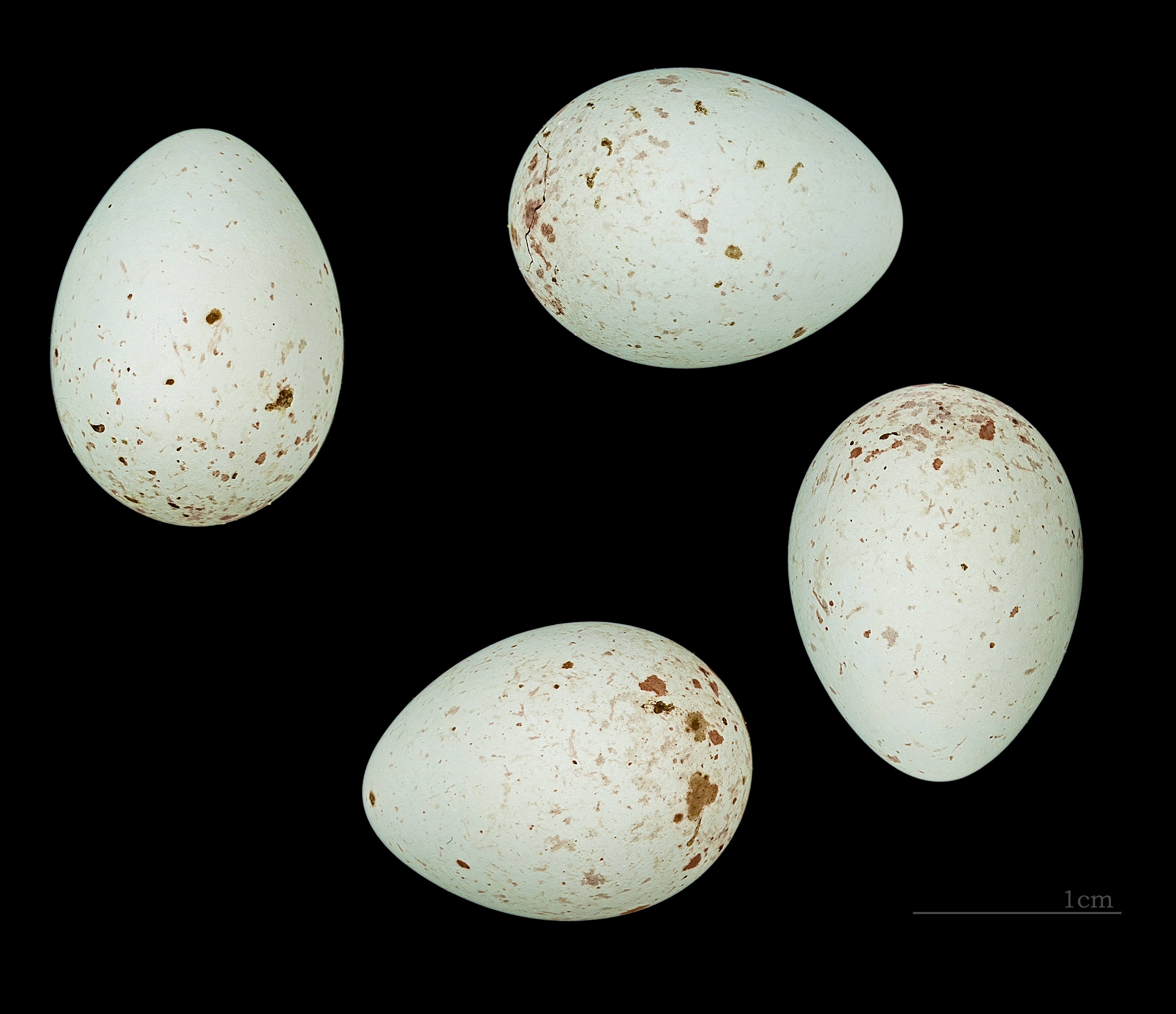

Щи́глик звичайний, часто просто щиглик (Carduelis carduelis) — птах роду щиглик родини в'юркових. В Україні гніздовий, перелітний, зимуючий.

## Морфологічні ознаки
Розміром приблизно з горобця. Довжина тіла близько 12 см, маса тіла — 14—18 г. У дорослого птаха вуздечка, тім'я, потилиця і смуги, які окреслюють щоки ззаду, чорні; лоб, горло і щоки спереду яскраво-червоні; інше оперення голови біле, з бурим відтінком на щоках; спина і плечі рудувато-бурі; надхвістя білувате; низ білий, з рудувато-бурими плямами на боках вола; зверху площина крила чорна, з широкою жовтою смугою, верхівка більшості махових пер біла; центральні стернові пера чорні, з білою верхівкою, інші — чорні, з білими плямами і білою верхівкою, білі плями помітні на розчепіреному хвості; дзьоб жовтувато-білий; ноги бурі. Молодий птах бурий, з численними темними рисками, без чорного і червоного кольорів на голові.
Пісня — дзвінкі мелодійні трелі (понад 20 варіантів). 

## Поширення та місця існування
Поширений у Європі, Північній Африці, Передній Азії і Західному Сибіру. В Україні гніздовий, перелітний, зимуючий на всій території. 
Повсюдний у листяних та мішаних лісах, парках, садах.

## Спосіб життя
Населяють вирубки, сади та лісостепи. З ранньої весни в кочуючих зграйках настає пожвавлення. У квітні вони розбиваються на пари і, залежно від місця проживання, вишукують та облюбовують гніздові ділянки. У великих садах та гаях можна спостерігати, як пташки, перелітаючи з місця на місце, видають характерні гучні звуки. Пісня – дзвінкі трелі (понад 20 варіантів). Поїдають комах (часто шкідників), насіння трав (кінський щавель, реп'ях, будяки та ін). За літній період щиглики збираються у маленькі зграйки. Восени ці зграйки поступово пересуваються на південь, де багато хто з них залишається зимувати. Наступного року, з настанням теплих весняних днів, вони повертаються. 

### Розмноження
Наприкінці травня щиглики майстерно будують гнізда в основному в кронах дерев з різних дрібних, тоненьких корінців рослин, моху та лишайника, які скріплюють павутиною. Усередині гніздо встеляють пухом, вовною та дрібним пір'ям. Гніздо має форму півкулястої чашки. Самка відкладає 4-5 голубувато-зелено-білих яєць (шкаралупа на тупому кінці яйця має червоні цятки) і насиджує їх 12-14 діб. Пташенята, що з'явилися на світ, знаходяться в гнізді 10-15 днів і вигодовуються різними дрібними личинками комах і попелиць. Залишаючи гніздо, спочатку вони не відлітають далеко від нього. Батьки продовжують їх годувати ще протягом 6-10 днів.

## Значення для людини
Птахи дуже швидко освоюються та звикають до замкнутого простору та навіть у неволі люблять багато співати. При правильному догляді та годівлі співають кожен день, а живуть до 15-20 років.
Щиглики набагато кращі, ніж інші в'юркові птахи. Схрещуються з домашніми канарками, де, як правило, підбирають щіглів-самців. Отримані гібриди не відрізняються плодючістю, проте, мають гарний вокал.

## В мистецтві
У роботах митців Треченто, вілли Кастелло і Ренесансу можна помітити Щигликів. 

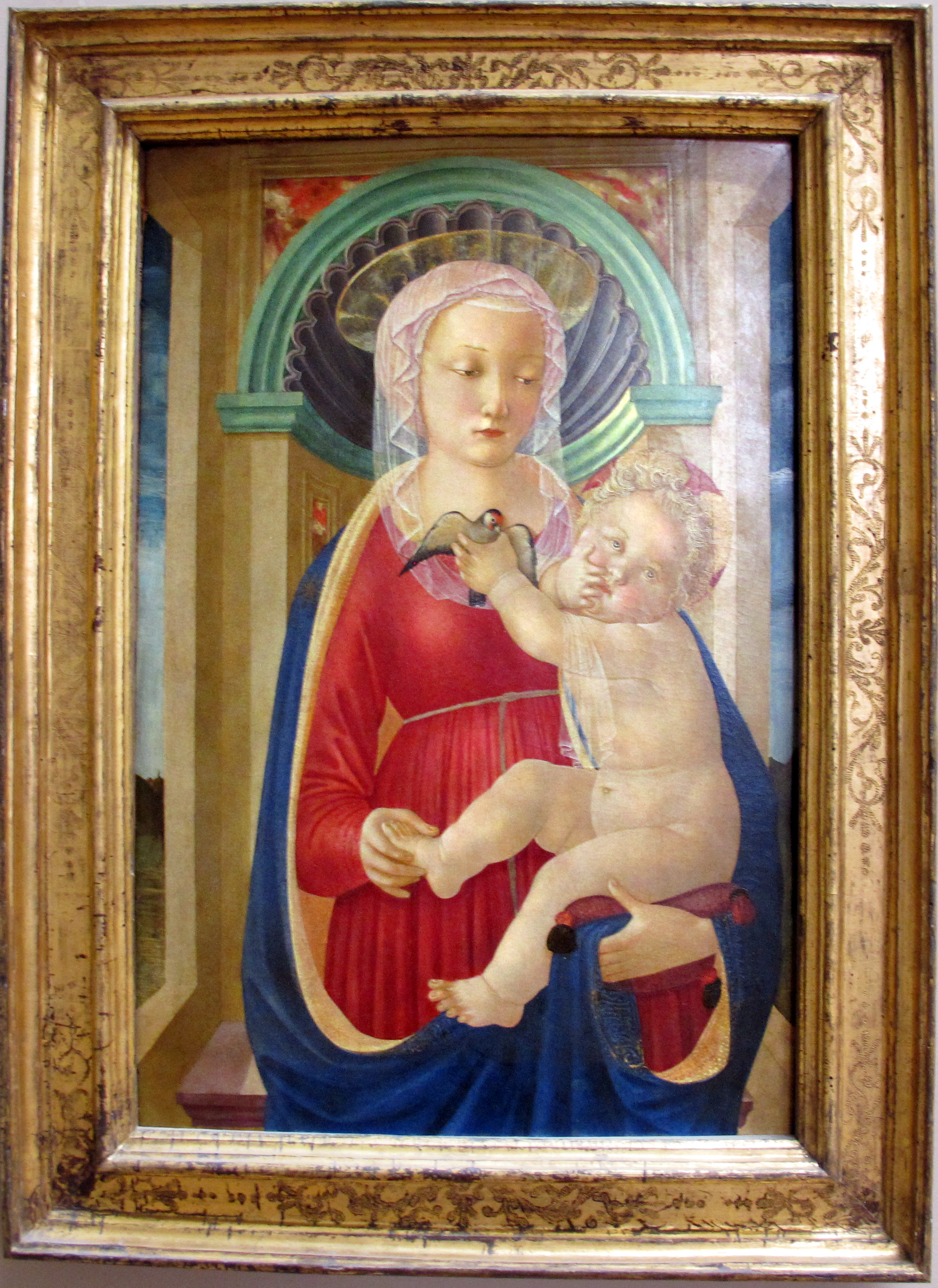
Мадонна та Немовля зі щиглем, Майстер Різдва вілли Кастелло, близько 1455-1460, Louvre, Париж

Щиголь – символ страстей Христових – зазвичай з’являвся в руках немовляти Ісуса як передвісник його майбутніх страждань. Існують легенди згідно яким щиголь пролітав над Ісусом, коли той ніс хрест на Голгофу, та вирвав терновий шип, що вп’явся в лоб Христа. Кров бризнула на голову пташки з відкритої рани та забарвила в червоний колір її пір’я.